# 刘牧
刘牧（1974年5月8日—），男，中国大陆演员，毕业于北京电影学院96级，曾出演《律政佳人》男主角柳夏惠。

## 作品

### 电影
- 2005年 《情人结》饰演吴健 导演：霍建起
- 《成都，今夜请将我遗忘》饰演陈重
- 2012年 《我願意》饰演馮都

### 电视剧
- 1999年 《浪漫之旅》饰林凡
- 1999年 《古城童话》饰赵飞
- 1999年 《人间四月天》饰陈伯通
- 2000年 《关怀》饰肖逸
- 2000年 《天地传说之鱼美人》饰李铁牛
- 2001年 《心动的日子》饰李大为
- 2001年 《天骄》饰陈红
- 2001年 《今夜无眠》饰冯天宿
- 2002年 《忠诚卫士》饰王家卫
- 2002年 《红丝带》饰苏有伦
- 2002年 《欲望》饰王静波
- 2003年 《蓝顶会所》饰林冠雄
- 2003年 《风筝奇缘》饰皇帝朱小三
- 2003年 《琴岛之恋》饰高飞
- 2004年 《风雨西关》饰谢天佑
- 2004年 《阳光雨季》饰林小瑜
- 2004年 《律政佳人》饰柳夏会
- 2005年 《少年嘉庆》饰福康安
- 2006年 《律政佳人2》饰柳夏会
- 2006年 《青春之歌》饰郑君才
- 2006年 《大秦帝国》饰太子申
- 2007年 《山菊花》饰孔居仁
- 2007年 《狼毒花》饰孙福
- 2007年 《远东第一监狱》客串
- 2007年 《侦探成旭之龙城岁月》饰周子元
- 2008年 《海狼行动》饰韩森
- 2011年 《大風歌》饰漢文帝劉恆
- 2017年 《执着的追踪》
- 2019年 《喬安你好》(特別出演)
- 2020年 《吉他兄弟》 饰 严正刚(特別出演)
- 2022年 《医圣》(2013年拍攝) 饰 张仲景